# Leszek Rajski
Leszek Rajski (ur. 25 listopada 1983 w Tarnowie) – polski szermierz, florecista, indywidualny mistrz Polski (2010, 2014, 2017, 2019, 2020, 2023, 2024), medalista mistrzostw Europy.

## Kariera sportowa
Występuje w klubie Wrocławianie Wrocław. Jest indywidualnym mistrzem Polski z 2010, 2014, 2017, 2019, 2020 i 2023 oraz drużynowym mistrzem Polski z 2009, 2010, 2011, 2012, 2013, 2014, 2017, 2018, 2019, 2023 i 2024. Ponadto w 2008, 2011 i 2018 zdobył brązowy medal mistrzostw Polski w turnieju indywidualnym, a w 2008 i 2020 brązowy medal mistrzostw Polski w turnieju drużynowym.
Jego największym sukcesem na arenie międzynarodowej jest wicemistrzostwo Europy w turnieju drużynowym w 2013 (w turnieju indywidualnym był 18). Startował też na mistrzostwach świata w 2010 (10 m. drużynowo i 65 m. indywidualnie), 2011 (4 m. drużynowo i 32 m. indywidualnie), 2013 (11 m. drużynowo i 23 m. indywidualnie) i 2014 (10 m. drużynowo i 12 m. indywidualnie) oraz mistrzostwach Europy w 2010 (4 m. drużynowo, 6 m. indywidualnie), 2011 (13 m. indywidualnie), 2012 (5 m. drużynowo i 46 m. indywidualnie) i 2014 (4 m. drużynowo i 37 m. indywidualnie).